# Lévy Béla
Lévy Béla (Budapest, 1873. december 4. – London, 1959.) magyar ügyvéd, jogi író. Lévy Lajos (1875–1961) orvos bátyja és Kármán Mór unokaöccse.

## Élete
Lévy Bernát filológus, orientalista és Kleinmann Mina (1847–1918) fia. Tanulmányait a Budapesti Tudományegyetem Jog- és Államtudományi Karán végezte és 1895-ben szerezte meg oklevelét. 1898-ban Budapesten ügyvédi irodát nyitott. 1899 és 1904 között a budapesti Kereskedelmi Akadémia tanáraként működött. Tagja volt az Országos Ügyvédvizsgáló Bizottságnak. Oskar Borchardt Die Handelsgesetz des Erdballs című munkájában ő állította össze a magyar kereskedelmi, váltó- és csődjogi részt. Az 1930-as évek második felében az üldöztetések elől Londonba emigrált és ott folytatott ügyvédi gyakorlatot. Cikkei megjelentek a Jogtudományi Közlönyben, a Magyar jogi lexikonban és A Pallas nagy lexikonában is.

## Családja
Házastársa Klein József és Spitzer Gabriella lánya, Margit volt, akivel 1906. április 1-jén Budapesten kötött házasságot.
Gyermekei:
- Lévy Mária Éva (1908–?). Férje Schwarz Ernő Leó (1904–?) bécsi ügyvéd volt.[4]
- Lévy Márta Erzsébet (1910–?). Férje Fischer Béla (1908–?) okleveles gépészmérnök volt.[5]

## Főbb művei
- A magyar szabadalmi jog rendszere (Budapest, 1898)
- A kereskedelmi jog elhatárolásának kérdése (Budapest, 1900)
- Az ipari mintáról szóló törvénytervezet bírálata (Budapest, 1902)
- Magyarország kereskedelmi, váltó- és csődjoga (Das Handelsrecht, Wechselrecht und Konkursrecht Ungarns, Berlin, 1906)
- A szabadalmi törvény előadói tervezete (Kósa Zsigmonddal, 1909)
- A biztosítási jelzálog kérdéséhez (1916)
- A szabadalmi törvényjavaslat előadói tervezete (1916)
- A védjegytörvény előadói tervezete (1917)
- A mérlegjog törvényhozási problémái (Budapest, 1930)